# Lienz
 (août 2023).
Si vous disposez d'ouvrages ou d'articles de référence ou si vous connaissez des sites web de qualité traitant du thème abordé ici, merci de compléter l'article en donnant les références utiles à sa vérifiabilité et en les liant à la section « Notes et références ».
Ne doit pas être confondu avec Linz ou Liezen.
Lienz est une ville autrichienne, située dans le Tyrol, à 673 m d'altitude. Elle est le chef-lieu du district de Lienz, formant le Tyrol oriental, territoire resté pratiquement isolé de la province centrale du Tyrol depuis 1919, date du rattachement du Tyrol du Sud à l'Italie.

## Géographie
Lienz se situe à l'embouchure du fleuve Isel dans la Drave; à l'ouest, le val Pusteria (Pustertal) s'étend le long de la ligne insubrienne au partage des eaux à Dobbiaco (Toblach).
Les montagnes des Hohe Tauern et des Alpes de Gailtal (« Dolomites de Lienz ») entourent la ville qui est aussi une station de sports d'hiver. Son domaine skiable qui s'étend sur deux massifs (Zettersfeld et Hochstein) n'est pas important mais a la particularité d'un ensoleillement permanent. De plus la station dispose de 60 kilomètres de pistes de ski de fond. Il est arrivé que la ville accueille des compétitions internationales dont la coupe du monde de ski alpin.

### Communes voisines
|                   | Thurn, Gaimberg  |                |
| Leisach Oberlienz |                  | Nußdorf-Debant |
|                   | Amlach, Tristach |                |

## Histoire

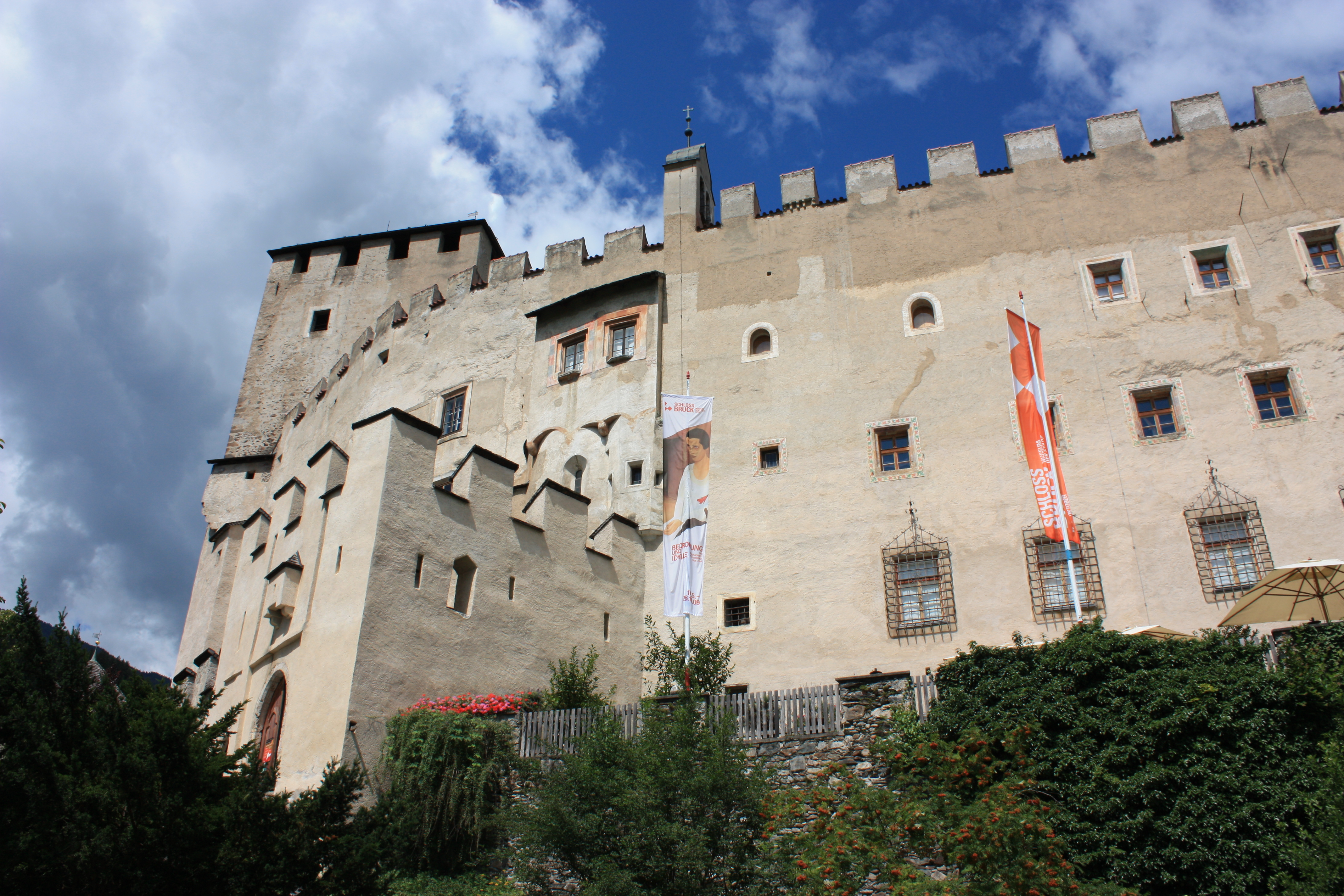
Le château de Bruck.

À l'époque romaine, le municipe de Claudium Aguntum, tout proche, était un chef-lieu dans la province de Norique. Au Moyen Âge, le château de Bruck à Lienz devient une résidence des comtés de Goritz ayant obtenu le statut des princes du Saint-Empire en 1365. Lorsque la lignée s'éteint en 1500, les domaines ont été réunis avec le comté de Tyrol sous le règne du roi Maximilien Ier de la maison de Habsbourg.

### Massacre de Lienz (1945)
Pendant la Seconde Guerre mondiale, alors que les Alliés avancent vers l'Italie du Nord et contournent la ligne Gothique, de nombreux Cosaques établis au Frioul (en Italie) en 1943 et 1944, dans le but de créer un État indépendant cosaque, prennent la fuite vers l'Autriche.
Le 28 mai 1945, les Britanniques (selon un accord sur la restitution des collaborateurs soviétiques à l'Allemagne nazie signé à la conférence de Yalta avec l'URSS) arrivent à Lienz et arrêtent 2 046 officiers cosaques qui sont envoyés en Union soviétique où la majorité d'entre eux seront jugés pour collaboration avec les nazis et pour crimes de guerre commis en URSS entre 1942 et 1944. Le commandant de 15e corps SS de cavalerie cosaque, le général allemand Helmuth von Pannwitz (bien que non concerné car Allemand) les rejoint volontairement, et est condamné à la peine de mort pour crimes de guerre en Yougoslavie en 1947. Il sera pendu le 15 janvier 1947 à Moscou.
Le 1er juin, plus de 40 000 Cosaques (y compris des femmes et des enfants) sont déportés par trains entiers vers l'Union soviétique.
Refusant de partir en URSS, une mutinerie des cosaques éclate. Mais ils y sont contraints par l’armée britannique qui massacre près de 700 Cosaques, y compris femmes et enfants. Un mémorial des Cosaques massacrés par l'armée britannique se trouve au lieu-dit Peggetz.

## Lienz dans les œuvres de fiction
Le massacre de Lienz est évoqué dans le film GoldenEye, où Janus est le descendant d'une famille cosaque déportée.
Bande dessinée : "Les cosaques d'Hitler" (éditions Casterman) revient en détail sur le massacre de Lienz.